# Pseudagrion olsufieffi
Pseudagrion olsufieffi är en trollsländeart som beskrevs av Schmidt 1951. Pseudagrion olsufieffi ingår i släktet Pseudagrion och familjen dammflicksländor. Inga underarter finns listade i Catalogue of Life.